# Muhamed
Muhamed ibn Abdulah (arapski: مُحَمَّد ٱبن عَبْد ٱللَّٰه, romanizirano: Muḥammad ibn ʿAbd Allāh, Meka, c. 570. –  Medina, 8. lipnja 632.) bio je arapski religijski, te politički vođa i utemeljitelj svjetske religije islama. Prema islamskoj doktrini, bio je poslanik, božanski nadahnut da propovijeda i potvrđuje monoteistička učenja Adama, Abrahama, Mojsija, Isusa i drugih poslanika. Vjeruje se da je on posljednji Božji poslanik u svim glavnim granama islama, iako moderni pokret Ahmadija odstupa od ovog vjerovanja. Muhamed je ujedinio Arabiju u jedinstvenu muslimansku državu, sa Kur'anom, kao i sa svojim učenjima prakse koje čine osnovu islamskog vjerskog uvjerenja.
Muhamed je rođen otprilike 570. godine u Meki. Bio je sin Abdullaha ibn Abd al-Muttaliba i Amine bint Wahb. Njegov otac Abdullah bio je sin plemenskog vođe Kurejšija Abd al-Muttaliba ibn Hašima, a umro je dva mjeseca prije Muhammedova rođenja. Njegova majka Amina umrla je kada mu je bilo šest godina, ostavljajući Muhameda siročetom. Odgajan je pod brigom svog djeda Abd al-Muttaliba i strica s očeve strane Abu Taliba. U kasnijim godinama, povremeno bi se izolovao u planinskoj špilji po imenu Hira na nekoliko noći molitve. Kada je imao 40 godina, Muhamed je izvijestio da ga je posjetio Gabriel u pećini i da je primio svoju prvu objavu od Boga. Godine 613. Muhamed je počeo javno propovijedati ove objave, proglašavajući da je "Bog jedan", da je potpuna "pokornost" (islam) Bogu ispravan način života (dīn).
Muhamedovi sljedbenici u početku su bili malobrojni i 13 godina su iskusili neprijateljstvo mekanskih mnogobošaca. Kako bi izbjegao kontinuirani progon, poslao je neke od svojih sljedbenika u Abesiniju 615. godine, prije nego što su on i njegovi sljedbenici migrirali iz Meke u Medinu (tada poznatu kao Jatrib), 622. godine. Ovaj događaj, Hedžra, označava početak islamskog kalendara, poznat i kao hidžretski kalendar. U Medini je Muhamed ujedinio plemena prema Medinskom ustavu. U prosincu 629. godine, nakon osam godina povremenih borbi s mekanskim plemenima, Muhamed je okupio vojsku od 10 000 muslimanskih obraćenika i krenuo na grad Meku. Osvajanje je uglavnom prošlo bez osporavanja i Muhamed je zauzeo grad uz malo krvoprolića. 632. godine, nekoliko mjeseci nakon povratka s oproštajnog hodočašća, razbolio se i umro. Do njegove smrti, veći dio stanovništva Arapskog poluotoka prešao je na islam.

## Djetinjstvo
Muhamed se je vjerojatno rodio 20. travnja 570. godine, u Meki u rodu Hashim plemena Quraysh, dva mjeseca poslije smrti svog oca Abdullaha (Abdallaha). Stoga je Muhamed ostao samo s majkom Aminom. Po običajima tog prostora i vremena, majka ga je kao dojenče predala dojilji- pomajki Halimi pa je Muhamed proveo djetinjstvo u Haliminoj obitelji u beduinskom plemenu Beni Saad, van grada u pustinji. Kada je imao šest godina, vraćen je majci, no majka mu je umrla kada je imao šest godina (po islamskoj terminologiji: preselila na Ahiret), a samo dvije godine kasnije umro mu je i sljedeći skrbnik, djed po ocu, Abd al Muttalib. Muhamed je tad počeo živjeti sa stricem Abu Talibom.

## Od prve Objave do Hidžre
Po predaji, a i svjedočanstvu samog Muhameda, godine 610. Muhameda je u pećini na brdu Hira blizu Meke posjetio melek (anđeo) Džibril ili Džebrail (Gabrijel). Ta se noć slavi kao najveća noć u godini i pribraja se u islamske blagdane. On mu je tada izrecitirao prvih pet stihova (ajeta) poglavlja (sure) 'Alek.Tako je počela Objava Kurana Muhamedu koja je trajala pune 23 godine. Muhamed je počeo širiti islam u Meki, gdje su ga prvo prihvatili siromasi. Međutim, trgovci su se bojali da bi nova vjera štetila njihovom bogatstvu jer je islam propovijedao dijeljenje imovine sa siromašnima te odricanje od idolopoklonstva koje je u Arabiji bilo dio tradicije. Trgovci su se bogatili na račun vjernika idolopoklonika koji su dolazili na poklonstvo u Ka'abu, ili Ćabu da se mole svojim bogovima,  idolima postavljenim ispred i oko Ka'abe (Ka'aba je crni meteorit kojeg je tu, po predaji, postavio još Abraham (Ibrahim) – po islamskoj tradiciji praotac Arapa i Židova). Unatoč neprijateljstvu trgovaca i vođa rodova u Meki, dok je stric Abu Talib štitio Muhameda, nitko mu nije smio prijetiti ili učiniti nasilje. Kad je Abu Talib umro 619. godine, stanje muslimana i Muhameda u Meki se značajno pogoršava jer vodstvo njegovog roda Beni Hashim dolazi u ruke islamu nenaklonjenog strica Abu Lahaba. Tako 622. godine Muhamed a.s. seli iz Meke u Medinu zajedno s muslimanima. To je Hidžra, seoba Muhameda i njegovih pristalica, kojim počinje računanje muslimanskih godina tzv. hidžretski kalendar. Hidžra je trajala od 9. rujna do 4. listopada 622. godine.
Muhamed je još u Meki stekao ugled i dobar glas kao vođa karavana. Nosio je počasni naziv "El- Emin" (arap. "Pouzdani").

## Brakovi
Kao 25-godišnjak upoznaje i ženi 40-godišnju udovicu Hatidžu (Khadijah), svoju prvu ženu, koja mu rađa šestero djece. Dva sina, Kasum i Abdallah, umiru kao djeca, a ostaju im četiri kćeri. Za Hatidžina života Muhamed nije imao drugih žena. Poslije Hatidžine smrti, Muhamed se ženio s još nekoliko žena,u trenutku svoje smrti imao je 11 žena. To je bila samo njegova privilegija. Islam je ostalim muslimanima ograničio sklapanje braka (s najviše 4 žene). Neke od njegovih žena bile su i udovice ili kćeri Muhamedovih neprijatelja poginulih u bitkama koje je Muhamed vodio za života u Arabiji, npr. kršćanska (koptska) robinja Mirjam, koja mu je rodila sina Ibrahima, koji je, međutim, umro u djetinjstvu. Njegova najdraža žena bila je Ajša (Aisha) koja je bila kći njegovog prijatelja Abu Bakra.

## U Medini
Medina se u to doba zvala Jesrib. Bila je to oaza, a ne pravi grad. Potresali su je sukobi između plemena. Muhamed je bio pozvan da posreduje. Muhamed je zbog toga napravio Ustav Medine, iz čije su primjene bili isključeni židovski stanovnici, jer je ovaj dokument pretpostavljao priznavanje Muhameda kao vjerskog autoriteta. Upušta se u bitke sa židovskim plemenima u Medini koja odbijaju Islam. Pripadnicima plemena Beni Nadir poštedio je samo gole živote uz uvjet da napuste Medinu; oni su mu postali žestoki neprijatelji. Drugom jakom plemenu, Beni Kajnuka, dopustio je da sa sobom ponesu svu pokretnu imovinu. Stekavši tako prevlast u Medini.

## Bitke
Bitke između Medine i Meke vodile su se do 630. godine, s promjenjivim ishodom.
Jedna od najvećih pobjeda muslimana bila je bitka kod Badra. Muslimani, sa samo 320 vojnika od kojih 70 jahača, pobjeđuju potpuno opremljenu vojsku Meke koja je imala više od 1000 vojnika. Međutim, malo više od godinu kasnije, muslimani gube bitku kod Uhuda. Taj je poraz bio velik, međutim muslimani su i to pojmili kao pobjedu zbog uvjeravanja Muhameda da je Alah uz njih te da su svi poginuli vojnici osigurali sebi mjesto u džennetu samom "borbom na Božjem putu"- džihadom. Muhamed osvaja Meku 630. godine, sporazumom. Ka'aba postaje glavno odredište hodočašća muslimana (hadždž) te mjesto kojem se okreću u svakoj od svojih pet dnevnih molitava (namaza).
Iz Meke Muhamed širi granice Islama i Islamske države. On inzistira da njegovi saveznici prihvate Islam, i tako je već pola Arabije dio Islamske države. U deset godina Muhamed je uspio ujediniti Arapski poluotok te uspostavio, danas po brojnosti, drugu najbrojniju monoteističku religiju svijeta. 
Muhamed je umro – preselio na Ahiret 8. lipnja 632. godine u svom domu u Medini. Brojni vjernici i danas posjećuju njegov grob (kabur) te mu tako odaju počast.